# Christine Hocq
Christine Hocq (Casablanca, 12 de agosto de 1970) é uma triatleta profissional francesa. 

## Carreira

### Sydney 2000
Christine Hocq disputou os Jogos de Sydney 2000, terminando em 8º lugar com o tempo de 2:03:01.90.